# Apeadero de Monte Gordo
El Apeadero de Monte Gordo es una plataforma ferroviaria de la Línea del Algarve, que sirve a parroquias de Monte Gordo, en el ayuntamiento de Vila Real de Santo António, en Portugal.

## Características y servicios
Este apeadero era, en septiembre de 2012, servido por varios convoyes de pasajeros de la tipología Regional, operados por la transportista Comboios de Portugal.
Se encuentra junto a la avenida de la Estación Ferroviaria, en la localidad de Monte Gordo.

## Historia
El tramo entre Tavira y Vila Real de Santo António de la Línea del Algarve, donde este apeadero se sitúa, fue abierto a la explotación el 14 de abril de 1906. Esta plataforma desempeñó un importante papel en el desarrollo económico de las parroquias de Monte Gordo, pues fue utilizado, a lo largo del siglo XX, como punto de llegada y partida de un gran número de excursionistas; además de esto, mantuvo un considerable tráfico de pasajeros con las localidades de Tavira y Olhão.